# Bodies and Souls
Bodies and Souls è il sesto album del gruppo vocale statunitense The Manhattan Transfer, pubblicato nel 1983 dalla Atlantic Records. Il brano Why Not! (Manhattan Carnival) vinse il Grammy Award for Best Jazz Vocal Performance, Duo or Group 1984.

## Tracce

### Lato A -Bodies
1. Spice of Life - (Rod Temperton, Derek Bramble) - 3:40
2. This Independence - (John Capek, Marc Jordan) - 5:01
3. Mystery - (Rod Temperton) - 5:00
4. American Pop - (John Capek, Marc Jordan) - 3:34
5. Soldier of Fortune - (John Capek, Marc Jordan) - 4:21

### Lato B -Souls
1. Code of Ethics - (Randy Waldman, Wayne Johnson, Alan Paul) - 5:06
2. Malaise en Malaisie - (Alain Chamfort, Serge Gainsbourg, Alan Paul) - 3:58
3. Down South Camp Meetin' - (Fletcher Henderson, Irving Mills, Jon Hendricks) - 3:00
4. Why Not! (Manhattan Carnival) - (Michael Camilo, Hilary Koski, Julie Eigenberg) - 2:33
5. Goodbye Love - (Jeremy Lubbock, Richard Rudolph) - 3:04
6. The Night That Monk Returned To Heaven - (Robert Kraft) - 3:23

## Formazione
- The Manhattan Transfer - voce
  - Cheryl Bentyne
  - Tim Hauser
  - Alan Paul
  - Janis Siegel
- Stevie Wonder - armonica a bocca (traccia 1)
- Frankie Valli - voce (traccia 4)
- Ernie Watts - sassofono contralto
- Paulinho Da Costa - percussioni
- Jeff Porcaro - batteria (tracce 2 e 3)

## Edizioni
- 1983 – LP, Atlantic Records 80104-1, USA
- 1990 – CD, Atlantic Records 7 80104-2, Europa

### Singoli
- 1983 – Spice of Life / The Night That Monk Returned to Heaven, 45gg, Atlantic Records 7-89786, USA
- 1984 – This Independence / Code of Ethics, 45gg, Atlantic Records 7-89647, USA
- 1984 – Mystery / Goodbye Love, 45gg, Atlantic Records 7-89695, USA
- 1983 – American Pop / Why Not! (Manhattan Carnival), 45gg, Atlantic Records 7-89720, USA
- 1983 – Spice of Life / Soldier of Fortune, 45gg, Atlantic Records A 9728, Regno Unito
- 1983 – Spice of Life / Soldier of Fortune / Wonderful Dream, 45gg, Atlantic Records A 9728 T, Regno Unito, 12" con 3 brani
- 1983 – This Independence / The Night That Monk Returned to Heaven, 45gg, Atlantic Records A 9766, Regno Unito